# اچ‌ام‌اس کالپ (ال۷۱)
اچ‌ام‌اس کالپ (ال۷۱) (به انگلیسی: HMS Calpe (L71)) یک کشتی است که طول آن 85.34 m می‌باشد. این کشتی در سال ۱۹۴۱ ساخته شد.